# Богдан Вујошевић
Богдан Вујошевић (Дољани, код Подгорице, 20. март 1912 — Београд, 10. јул 1981), учесник Народноослободилачке борбе, генерал-потпуковник ЈНА и народни херој Југославије.

## Биографија
Рођен је 20. марта 1912. године у селу Дољани, код Подгорице. После завршене основне школе, у родном месту, уписао је гимназију у Подгорици. После завршене матуре, 1931. године, отишао је у Београд, где је на Филозофском факултету студирао математику. У току студија приступио је револуционарном студентском покрету и учествовао је у демонстрацијама и студентским штрајковима. После дипломирања, радио је као приватни наставник математике. У чланство Комунистичке партије Југославије (КПЈ) примљен је јуна 1936. године. Због свог револуционарног и партијског рада, пре Другог светског рата, више пута је хапшен и прогањан.
После Априлског рата и окупације Краљевине Југославије, априла 1941. године, вратио се у Црну Гору и укључио у рад на припремању устанка. Радио је на формирању герилских група, прикупљању оружја и политичком раду на терену, посебно са омладином. У мају 1941. године, у његовој кући у Дољанима, била је смештена штампарија Покрајинског комитета КПЈ за Црну Гору. У тој штампарији је и сам радио до јула 1941. године.
Учесник је Тринаестојулског устанка и учествовао је у првим устаничким борбама у подгоричком срезу. Добровољно се јавио за одлазак у Санџак и 1. децембра 1941. године, као командир чете у Црногорском НОП одреду за операције у Санџаку, учествовао је у нападу на Пљевља. Двадесет дана касније ступио је у Прву пролетерску ударну бригаду. Прешао је борбени пут Прве пролетерске бригаде од Рудог, преко Међеђе, Рогатице, Романије и Игмана, Горажда, Власенице, Зеленгоре и Трескавице до Босанске крајине.
Августа 1942. године у борби за Ливно, Богдан је рањен. Поново је рањен 26. децембра 1942. године у борби на Црном врху код Јошавке. Време Четврте и Пете непријатељске офанзиве провео је у болници, где је обављао разне војне, политичке и партијске задатке и давао помоћ руководству Централне болнице НОВЈ. Истакао се 10. јуна 1943. године, када је на штакама прешао Сутјеску, и кад је у најтежим тренуцима команданту колоне, Шпиру Лагатору, помагао у оријентацији према Лучким колибама. Чим је оздравио, толико да се са штапом могао кретати, постављен је за политичког комесара батаљона Друге војвођанске ударне бригаде, а 27. септембра 1943. године за заменика политичког комесара Четврте војвођанске ударне бригаде. У борбама на Зеленгори рањен је по трећи пут. Септембра 1944. године именован је за политичког комесара 36. војвођанске ударне дивизије.

### Послератни период
После ослобођења Југославије, обављао је високе војне, политичке и партијске функције у Југословенској народној армији (ЈНА). Био је политички комесар Прве пролетерске дивизије, начелник Кадровске управе Главне политичке управе ЈНА, политички комесар Више војне академије ЈНА, управник Више политичке школе ЈНА и члан разних партијских руководстава у ЈНА. Посебан допринос је дао у развоју физичке културе и раду Југословенског спортског друштва „Партизан“, као председник његове фудбалске секције у периоду између 1952. и 1956. године. Активна војна служба му је престала 1970. године у чину генерал-потпуковника ЈНА.
Умро је 10. јула 1981. године у Београду и сахрањен је у Алеји народних хероја на Новом гробљу у Београду.
Носилац је Партизанске споменице 1941. и других високих југословенских одликовања, међу којима су — два Ордена за храброст, Орден ратне заставе, Орден заслуга за народ са златном звездом, Орден братства и јединства са златним венцем, Орден партизанске звезде са сребрним венцем и Орден народне армије са златном звездом. Орденом народног хероја одликован је 27. новембра 1953. године.